# Ekaterine Dadiani

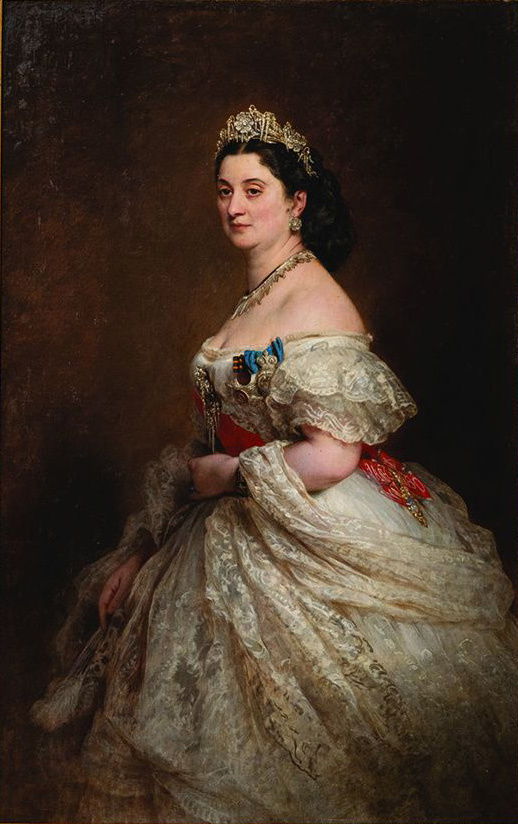
Porträt Ekaterine Dadianis von Franz Xaver Winterhalter

Ekaterine Dadiani (georgisch: ეკატერინე დადიანი; * 19. März 1816 in Zinandali, Georgien, als Ekaterine Tschawtschawadse, georgisch: ეკატერინე ჭავჭავაძე; † 13. August 1882) war eine georgische Hochadelige und Regentin des Fürstentums Mingrelien.

## Leben

### Familie und Heirat
Ekaterine wurde in das angesehene Adelshaus Tschawtschawadse in Ost-Georgien geboren. Ihr Vater, Fürst Alexander Tschawtschawadse, war ein bekannter georgischer General und Patensohn von Katharina der Großen. Ekaterines Mutter war Fürstin Salome Orbeliani, eine Urenkelin des georgischen Königs Erekle II. Ekaterines ältere Schwester Nino heiratete den bekannten russischen Dramatiker Alexander Sergejewitsch Gribojedow, ihre jüngere Schwester Sophie den russischen Minister Graf Alexander Nikolai.
Am 19. Dezember 1838 heiratete Ekaterine den Erbprinzen Dadiani von Mingrelien, David Dadiani, der mit dem Rücktritt seines Vaters, Lewan V. Dadiani 1840 Fürst von Mingrelien wurde. David starb im August 1853. Da sein ältester Sohn und Nachfolger, Niko, zu diesem Zeitpunkt erst sechs Jahre alt war, wurde Ekaterine zur Regentin von Mingrelien ernannt. Ein Regentschaftsrat mit den Brüdern ihres verstorbenen Ehemanns, Grigol und Konstantin, unterstützte sie dabei.

### Krimkrieg
Während des Krimkriegs entsandten die Türken eine beträchtliche Streitmacht nach Mingrelien, besetzten große Teile des Fürstentums und zwangen Ekaterine zur Flucht. Bald darauf erhielt sie einen Drohbrief des befehlshabenden türkischen Generals Omer Pascha, in dem er ihre Kapitulation sowie die Abtretung des Fürstentums ihres Sohnes an das Osmanische Reich forderte. Ekaterine weigerte sich, Paschas Brief zu beantworten, übernahm die Kontrolle über die mingrelischen Streitkräfte und organisierte erfolgreiche Gegenangriffe, die den eindringenden Osmanen schweren Schaden zufügten.
Der Krimkrieg endete 1856 mit dem Pariser Frieden. In der Folge wurde Ekaterine wieder als Regentin eingesetzt und erhielt eine Einladung zur Krönung von Zar Alexander II. von Russland. Sie nahm mit ihren Kindern und ihrer Schwester Nino an der Zeremonie teil. Dem russischen Autor K.A. Borozdin zufolge behielt Ekaterine „den Glanz ihrer Schönheit“ und sah in ihrem „originellen und reich verzierten Kostüm“ außergewöhnlich aus. Der Schriftsteller bezeichnet sie, wie viele andere im heutigen Georgien, als „Mingrelische Königin“ und erklärt, dass auf dem Krönungsball alle „von [Ekaterine], ihrer Schwester, ihren Kindern und ihrem Gefolge begeistert waren“. 

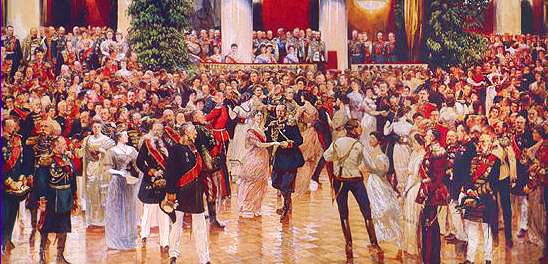
Ekaterine Dadiani mit ihrer Familie beim Krönungsball Zar Alexanders II., 1868

### Mingrelische Rebellion
Im Jahr 1856 überließ Ekaterine das Fürstentum Mingrelien dem General George Dadiani und zog nach Zarskoje Selo, der Residenz der russischen Zarenfamilie, wo sie sich am Hof aufhielt. Im darauffolgenden Jahr musste sie jedoch nach Georgien zurückkehren, da es zu einem Bauernaufstand gekommen war, der von einem mingrelischen Schmied, Uta Miqava, organisiert worden war. Am 12. Mai übernahmen die Rebellen die Kontrolle über Zugdidi, die Hauptstadt der Provinz, und zwangen Ekaterine, Russland um Hilfe zu ersuchen. Russland, das Ostgeorgien bereits faktisch annektiert hatte, griff eifrig ein, schlug den Aufstand nieder und forderte Ekaterine auf, nach Sankt Petersburg umzuziehen, unter dem Vorwand, ihren Kindern dort die Ausbildung und Erziehung zu erleichtern. Ihre Abreise und die Einrichtung einer „vorübergehenden“ russischen Militärbehörde in Mingrelien bedeuteten de facto die Abschaffung des Fürstentums.

### Letzte Jahre
Nach ihrer Übersiedlung nach Russland hielt Ekaterine ihren privaten Salon in Zarskoje Selo für die georgische und russische Intelligenzija offen. Nachdem sie dort fast zehn Jahre lang gelebt hatte, zog sie nach Paris, wo ihre Tochter Prinzessin Salome bereits mit ihrem französischen Ehemann, Prinz Achille Murat, lebte. In ihren letzten Lebensjahren zog Ekateriné zurück nach Westgeorgien, das nun offiziell zum Russischen Reich gehörte, und lebte dort bis zu ihrem Tod. Sie wurde im mittelalterlichen orthodoxen Kloster Martwili beigesetzt.

## Ehe und Nachkommen
Aus ihrer Ehe mit David I. Dadiani hatte Ekaterine sieben Kinder, von denen drei das Erwachsenenalter erreichten:
- Maria Dadiani (1840–1842)
- Nina Dadiani (1841–1848)
- Levan Dadiani (1842–1844)
- Niko I. Dadiani (1847–1903), Fürst von Mingrelien; ⚭ Maria Alexandrowna von Adlerberg (1849–1926)
- Salome Dadiani (1848–1913); ⚭ Achille Murat (1847–1895)
- Andria Dadiani (1850–1910)
- Tamara Dadiani (1853–1859)